# Diego de Vergara
Diego de Vergara (Vergara, Guipúzcoa, 1499 - Málaga 1583) fue un maestro de cantería y arquitecto español del siglo XVI, que trabajó en varias obras importantes de la época.

## Biografía
Participa, primero, en los trabajos de la Catedral de Salamanca y, algunos años después, en la Catedral de Coria.
En 1543, dirigido por Fray Martín de Santiago, comienza su colaboración en la Catedral de Málaga, siendo nombrado Maestro Mayor tras la muerte de aquel y hacia 1549 ocupa el cargo de arquitecto de las Fábricas Menores del Obispado.
También realiza obras en la Iglesia de San Juan y en varios templos de Antequera, como la Iglesia de San Sebastián, la Iglesia de San Agustín y la Colegiata de Santa María la Mayor, así como las trazas de la iglesia de Almogía y Cómpeta y la Iglesia de la Encarnación de Marbella.
De su obra civil se conoce los trabajos en el puente de Albalá en Plasencia, el diseño de los soportales de la plaza Mayor de Málaga y un puente sobre el Guadalhorce en Álora.